# Cal Baró
Cal Baró és una masia d'Esponellà (Pla de l'Estany) inclosa a l'Inventari del Patrimoni Arquitectònic de Catalunya.

## Descripció
Antiga masia de planta rectangular. Es desenvolupa en planta baixa, pis i golfes. La coberta és de teula àrab a dues vessants. Presenta parets estructurals de maçoneria amb restes d'arrebossat de calç a les façanes, que deixen a la vista els carreus que emmarquen les obertures i les cantonades. Els ampits de les finestres són de pedra emmotllurada. La porta principal presenta una llinda de tres peces de pedra, la central amb un cisellat en forma d'escut d'armes. A sobre la llinda es troba un altre escut d'armes esculpit.
Interiorment, l'edifici s'estructura en tres crugies perpendiculars a la façana principal, la planta baixa actualment s'utilitza com a desembaràs. La planta noble on hi ha l'habitatge es troba al pis, amb una sala central on hi desemboquen les cambres. Les golfes ocupen la crugia central i s'obren a la façana principal entres badius que deixen veure l'enteixinat de fusta i les rajoles policromades de la coberta. A la llinda de la porta principal, a més de l'escut d'armes hi apareix la data de 1775.
Des del 2006, l'ajuntament d'Esponella treballa a la rehabilitació de l'edifici per tal d'adequar la planta baixa i el pis a serveis municipals i ús públic.